# 꼬마 유령 (영화)
《꼬마 유령》(독일어: Das kleine Gespenst, 영어: The Little Ghost)은 2013년 공개된 독일 및 스위스의 애니메이션 영화로, 오트프리트 프로이슬러의 동명의 아동문학을 원작으로 한다.